# Mark Osborne
Pour les articles homonymes, voir Osborne.
Mark Osborne est un réalisateur américain né le 17 septembre 1970 à Trenton (New Jersey).

## Biographie
Mark Osborne commence son parcours à l'âge de 28 ans lorsqu'il signe son premier court métrage, More, en 1998, témoignant de son intérêt pour l'animation et lui permettant de se faire connaître auprès du public et d'autres réalisateurs de renom.
Il réalise en 2000 avec Dropping Out son premier long métrage accompagné de son frère, Kent Osborne, dans lequel apparaîtront quelques grandes figures telles que John Stamos, Katey Sagal ou encore Doug Savant.
Il continue ensuite ses productions avec Stephen Hillenburg pour sortir en 2004 Bob l'éponge, le film, adapté de la série animée du même nom. Cependant, il ne crée la surprise générale que 4 ans plus tard en sortant le célèbre film d'animation Kung-Fu Panda, coréalisé avec John Stevenson.
Mark Osborne met neuf ans à concrétiser Le Petit Prince, premier long métrage qu'il réalise seul et qui sort en 2015.

## Filmographie
- 1998: More (court métrage)
- 2000 : Dropping Out
- 2004 : Bob l'éponge, le film (co-réalisateur avec Stephen Hillenburg, responsable des séquences non animées)
- 2008 : Kung-Fu Panda (co-réalisateur avec John Stevenson)
- 2015 : Le Petit Prince
- 2021 : Escape From Hat

## Distinctions
- Chevalier de l'ordre des Arts et des Lettres (2022)